# Neufrankenroda
Neufrankenroda ist ein Ortsteil der Landgemeinde Hörsel im Landkreis Gotha in Thüringen.

## Lage
Neufrankenroda liegt am Fuße des 390 m ü. NN hohen Haynberges, einer langgestreckten flachen Anhöhe, der das Tal der Hörsel (etwa 276 m ü. NN) vom tiefer gelegenen Tal der Nesse (etwa 254 m ü. NN) trennt. Der Ort befindet sich auf einer Höhe von etwa 345 m ü. NN, westlich der Kreisstadt Gotha und etwa fünf Kilometer westlich von Metebach. Durch den Ort führen der Thüringer Jakobsweg und die Via Porta als Wander- und Pilgerwege. Im Ort entspringt der Leimelbach, der südlich von Sonneborn in den Metebach mündet.

## Geschichte
Am 1. September 1104 wurde das Dorf Frankenrode erstmals urkundlich erwähnt. Der Einzelfund eines Steinbeils weist jedoch auf prähistorische Siedler hin. Die Toponomastik geht davon aus, dass der Ortsname (Neu)Frankenroda wohl an die Franken erinnert, die nach dem Untergang des Thüringerreiches im Jahre 531 entlang der Flüsse und Altstraßen in die Siedlungsgebiete der thüringischen Stämme vordrangen und hier Siedlungen durch Rodung von Wäldern errichteten, wofür das Suffix -roda als Bestandteil des Ortsnamens zeugt. Der Ort wurde bereits im Mittelalter zur Wüstung.
Im Jahr 1317 gehörten Metebach und Frankenrode zum Streubesitz der Grafen von Henneberg, die an Günther von Salza als Lehen vergeben wurden. Die Salzaer verkauften oder tauschten diese Orte später an die Herren von Erffa. Die Herren von Erffa errichteten in dieser Zeit das als Gut bezeichnete Frankenrode.
Der Gothaer Herzog Friedrich I. kaufte die Orte im Jahre 1677 den Herren von Erffa ab und beauftragte seinen Baumeister Jeremias Tütleb mit dem Bau eines repräsentativen Landschlosses und wählte als Bauplatz das Dorf Erffa mit der verfallenen Wasserburg Erffa (siehe auch Schloss Friedrichswerth). Das Gut der Herren von Erffa wurde nun Kammergut. Die Neuerwerbungen wurden als „Verwaltungsbezirk Friedrichswerth“ zusammengefasst, welcher später zum Amt Gotha gehörte.
Die große Flur Frankenrode wurde zur Trift genutzt. 1798 wurde auf Kosten der herzoglichen Kammer in der Flur des Kammergutes Frankenroda ein neues Dorf gegründet. Diese neue Armenkolonie mit dem Namen Neu-Frankenrode sollte das Wohl des Landes und der Untertanen fördern. Insbesondere sollte der Stand der Waldarbeiter unterstützt werden, die in dieser Zeit durch Armut und Arbeitslosigkeit zu Diebstahl und Müßiggang neigten. Die Gerichtsbarkeit des neuen Dorfes wurde dem Verwaltungsbezirk Friedrichswerth übertragen. Der neue Ort bestand aus zehn Scheunen, zehn Ställen und zehn Häusern, in die anfänglich fünf Familien eingewiesen wurden. Jedem Besitzer wurden 5,5 Acker Land zugewiesen, die Ländereien wurden abgeteilt und mit Obstbäumen besetzt, zwei Brunnen gegraben und eine Holzung angepflanzt. Die Anlage dieser Kolonie kostete 12,75 Tausend Taler. Neu-Frankenrode wurde nach Metebach eingepfarrt, erhielt aber einen eigenen Schullehrer. Jedoch misslang es auf der wasserarmen Hochebene eine nachhaltige Quelle zur Stillung des Wassermangels zu erschließen. Bis 1818 wurde Neu-Frankenrode mit beträchtlichen finanziellen Mitteln unterstützt, und erhebliche Maßnahmen erfolgten, um den Nahrungsbestand zu erhalten und zu sichern. Im Laufe der Koalitionskriege geriet Neufrankenroda so in Zerfall, dass es 1818 ganz aufgehoben werden musste. Die Bewohner zahlten weder das festgesetzte Erbpachtgeld, und auch die Ländereien wurden nicht bebaut. Ebenso verwüsteten sie ihre Wohnungseinrichtung. Obgleich sie nicht den geringsten Anspruch hatten, erhielten die Kolonisten zum Ankauf eines Wohnhauses in anderen Orten je 150 Taler.
1840 wurde bei einer Verwaltungsreform der deutlich vergrößerte Verwaltungs- und Amtsgerichtsbezirk Wangenheim-Friedrichswerth gebildet.
Im Jahre 1885 pachtete Eduard Meyer (1859–1931) die Herzoglich Sachsen-Gothaischen Domänen Friedrichswerth und Neufrankenroda (Neu-Frankenrode), später noch Sonneborn, Wangenheim und Döllstädt. Er ließ hier eine Schule bauen. Nachdem Neufrankenroda als Gemeinde nicht mehr bestand, wohnten hier noch Dienstleute und Tagelöhner von Friedrichswerth, denen die Gemeinde Metebach als Heimatbezirk zugewiesen wurde. Nach Meyers Tod kam Neufrankenroda die Rolle des Vorwerks des Staatsguts Friedrichswerth zu. In den 1930er Jahren erhielt Neufrankenroda einen Anschluss an das Überlandnetz der Thüringer Elektrizitäts-Lieferungsgesellschaft Gotha (ThELG).
Nach dem Zweiten Weltkrieg wurde Neufrankenroda zunächst Staatsgut der Sowjetischen Besatzungszone (SBZ), später Landesgut der Deutschen Demokratischen Republik (DDR). Zwischen 1950 und 1952 wurde hier eine Bodenreform durchgeführt. Der Ort erlangte in dieser Zeit einige Bekanntheit für seinen Obstanbau und verschiedene gärtnerische Zuchtversuche. So wurde hier die sogenannte „Schwarze Rose“ herangezüchtet und als Exportware in verschiedene europäische Länder verkauft. Neufrankenroda unterstand dem VEG Gotha, es wurden rund 85 Hektar Obstanlagen mitsamt Imkerei (Bienenhauptzuchtgut/Bienenlehrgut) betrieben. Bei der Deutschen Wiedervereinigung gehörte Neufrankenroda zur Treuhandsmasse des VEG Obstbau Erfurt.
In den 1960er Jahren entstanden einige befestigte Betonstraßen, die die russischen Militärstützpunkte bei Gotha und das Übungsgelände am Rande des Militärflugplatzes Kindel mit den nahen Bahnstationen bei Fröttstädt, Mechterstädt und Sättelstädt verband. Die als „Panzerstraße“ bekannte Betonpiste ist heute ein beliebter Radweg, da sie reizvolle Aussichtspunkte zum westlichen Thüringer Wald um Friedrichroda und Waltershausen gestattet.
Für die abgeschiedene Ortslage interessierte sich bereits in der DDR-Zeit die evangelische Kirche, um eine christlich geprägte Wohnanlage aufzubauen. Die Siedlung Neufrankenroda ist seit 1991 das Zentrum der evangelischen Familienkommunität SILOAH e.V. und veranstaltet im Jahresverlauf mehrere Großveranstaltungen und im Sommer ein Zeltlager.
Überregionale Bekanntheit, zumindest bei Pfadfindern und deren Sympathisanten, erfuhr Neufrankenroda durch drei Bundescamps der Royal Rangers, eines internationalen Jugendverbandes in den Jahren 1997 mit 3.800 Teilnehmern und 2005 mit 10.200 angemeldeten Teilnehmern sowie 1999 durch ein Eurocamp mit 4.000 Teilnehmern. Das Camp im Jahr 2005 gilt als größtes Pfadfinderlager in Deutschland nach dem Zweiten Weltkrieg und als bis dahin (Stand 2008) größtes Royal-Rangers-Lager (ca. 45 Hektar) weltweit. Vom 8. bis 15. August 2014 wurde die Familienkommunität SILOAH in Neufrankenroda Gastgeber für Royal Ranger Bundescamp, wobei ca. 14.806 angemeldete Pfadfinderinnen und Pfadfinder und ihre Gäste auf einer Fläche von 60 Hektar.
Neufrankenroda gehörte von 1997 bis 2011, als Ortsteil der Gemeinde Metebach, der Verwaltungsgemeinschaft Hörsel an. Mit der Bildung der Landgemeinde Hörsel zum 1. Dezember 2011 gehört Neufrankenroda als Ortsteil der Gemeinde Hörsel an.

### Einwohnerentwicklung
Neufrankenroda zählt derzeit 68 Einwohner (Stand: 2012).

## Kultur und Sehenswürdigkeiten
- Zentrum von Neufrankenroda ist ein alter Gutshof. Der Gutshof mit seinem weitläufigen Wiesen- und Obstbaumareal war zu DDR-Zeiten ein Volkseigenes Gut, dann gehörte es dem Land Thüringen und ging zuletzt im September 2010 durch Grundstückstausch an die Hamburger Stiftung Powalla Bunny’s. Heute wird es von der christlichen Familienkommunität SILOAH e.V. verwaltet und betrieben.[15]